# Estación Empalme N° 2
Empalme N° 2 —también conocida como Empalme— fue una estación ferroviaria correspondiente al Longitudinal Norte ubicada en la comuna de Diego de Almagro, en la Región de Atacama, Chile. La estación fue parte de la extensión de las vías entre el sistema de ferrocarriles de la estación Salado-estación Diego de Almagro, lo que posteriormente la conllevó a ser parte del Longitudinal Norte. Actualmente la estación es transitada por servicios de carga, pero no hay servicios que se detengan aquí.

## Historia
Con la existencia de un ferrocarril en la zona que inició sus obras en 1872 y que debido a la decadencia económica, en 1888 el estado adquiere el ferrocarril de Chañaral a Salado. Con esta adquisición, el estado comenzó trabajos de extensión iniciados en 1897, con los cuales se procedió a construir una vía de férrea que se extiende desde la estación Salado hasta lo que hoy es la estación Diego de Almagro, que incluyó además la construcción de una vía secundaria que se extiende desde esta estación —emplazada en la bifurcación de ambas estaciones— hacia la estación Inca de Oro. Estas obras terminaron de construirse y fueron entregadas para su uso en 1904.
La estación se encontraba operativa para 1916, así como para 1929 y 1958.
Actualmente las vías son transitadas por locomotoras que transportan insumos mineros desde y hacia el puerto. Aun quedan en pie las obras gruesas de la estación y un semáforo ferroviario. A metros se halla el triángulo ferroviario que permite la conexión de las vías del longitudinal norte que procede desde el sur de Chile, el ramal que conecta con la estación Chañaral, y la vía férrea que continúa con el longitudinal hacia la estación Diego de Almagro y el norte.